# IC50
IC50, або концентрація напівмаксимального інгібування — показник ефективності ліганду в при інгібуючій біохімічній або біологічній взаємодії. IC50 є кількісним індикатором, що показує, скільки треба деякої реакційно-здатної речовини (ліганду) — інгібітора для інгібування біологічного процесу на 50 %. Цей показник звичайно використовується як індикатор активності речовини-антагоніста в фармакологічних дослідженнях. Інколи цей показник застосовується в формі pIC50 (від'ємний десятковий логарифм величини IC50): така форма застосовується у випадках, коли лінійне зростання концентрації викликає експоненційне зростання ефекту. Згідно з документами FDA, IC50 є показником концентрації лікарської речовини, необхідної для 50 % інгібування тестової реакції in vitro.
За своєю сутністю показник IC50 є подібним до ЕС50, що використовується для агоністів.

## Визначення IC50в експерименті

### Дослідження функціонального антагонізму
Величина IC50 біологічно-активної речовини може бути визначена шляхом побудови кривої доза-ефект і наступного дослідження ефекту пригнічення активності агоністу різними дозами (або концентраціями) антагоністу.
Як і у випадку EC50, величина IC50 сильно залежить від умов експерименту: часу, виділеного на розвиток ефекту, температури навколишнього середовища, та індивідуальних властивостей реакційної системи. Прикладом залежності останнього виду може бути IC50 інгібіторів активності АТФ-залежних ферментів: в даному випадку IC50 інгібіторів сильно залежить від концентрації АТФ в реакційному середовищі.
Показник IC50 часто використовується для порівняння активності двох антагоністів; але таке порівняння вимагає ретельної уніфікації експериментальних умов в дослідах з ними обома.

### IC50та афінність
IC50 не є безпосереднім індикатором афінності, але є пов'язаною з нею величиною. Такий зв'язок для випадку конкурентної взаємодії може бути описаний задопомогою рівняння  Ченга-Прусова
{\displaystyle K_{i}={\frac {IC_{50}}{1+{\frac {K_{m}}{[S]}}}}}, де
Ki — активність зв'язування інгібітора з реакційним субстратом, IC50 — функціональна активність інгібітора, [S] — концентрація реакційного субстрату, Km — концентрація субстрату, при якій активність ферменту (або агоністу, інгібіювання якого досліджується) дорівнює 50% від максимальної. Попри те, що  значення IC50 може бути різним в різних дослідах (залежно від експериментальних умов), Ki являє собою сталу величину — константу інгібіювання біологічно-активної речовини. В даному випадку фізичний смисл Ki — концентрація конкурентного ліганду, при якій він зв'язується з половиною місць зв'язування, наявних на реакційному субстраті, при умові відсутності агоністу.

### Поведінкові дослідження
Величина IC50 також може використовуватись при дослідженні поведінки in vivo, наприклад в «експерименті з двома пляшками». В цьому випадку, коли піддослідні тварини знижують вживання води з пляшки, в якій розчинена біологічно-активна сполука (звичайно речовина наркотичної дії), концентрація цієї сполуки, що викликає 50 % зниження споживання, називається IC50.

## Зовнішні посилання
- IC50 to pIC50 calculator [Архівовано 1 листопада 2011 у Wayback Machine.]
- Online tool for analysis of in vitro resistance to antimalarial drugs [Архівовано 4 вересня 2011 у Wayback Machine.]
- IC50-to-Ki converter